# 畢打士
畢打士（英語：Henry Robert Butters，1898年4月11日—1985年3月1日），英國派駐香港的殖民地官員，1938年擔任首任勞工事務主任，負責調查香港勞工以及工業發展的狀況。1939年至1941年任香港財政司，香港日佔時期被日軍關押在赤柱拘留營，戰後他獲調往尼亞薩蘭以及殖民地部任職至1949年退休。
畢打士在財政司任內制定徵收利得稅之計劃，並促成了《戰時收益條例》，同時著手應對戰時中國國民政府對香港經濟的影響，包括禁止華資金融機構售賣國民政府節約建國儲蓄券。

## 生平

### 早年生涯
畢打士1898年4月11日出生於蘇格蘭格拉斯哥，是羅伯特·亨利·巴特斯（Robert Henry Butters）和伊莎貝拉·陶爾士（Isabella Towers）的兒子。畢打士早年就讀格拉斯哥高中（Glasgow High School），後憑獎學金於1916年負笈格拉斯哥大學。

### 殖民地生涯
大學畢業後，畢打士旋即參加遠東官學生考試，考獲香港官學生（政務主任前身）資格，並於1922年來港。
畢打士早年曾擔任不同職位。1923年，他擔任高等法院副經歷司，翌年調任華民政務司助理兼副婚姻登記官。1925年，畢打士出任北約理民府，同年擔任副裁判司。1928年至1936年，他曾多次出任九龍巡理府以及定例行政兩局副秘書，1935年他更一度出任兩局秘書。1936年，畢打士出任郵政司，至1938年出任裁判司為止。裁判司任內，畢打士曾審理大量勞資糾紛個案，當中包括1938年中華書局工人罷工一事。此外，畢打士在處理小販問題上與市政局主席杜德發生衝突，杜德曾批評畢打士的意見無助解決問題，畢打士隨即反駁其言論，指小販數目過多的源頭在於中國難民大量湧入香港，而且，大部分被檢控小販最終皆獲保釋，他們亦會藉此重操故業，因此杜德提出調高小販牌照費用和加入嚴格的衛生條款的措施無助根治問題。此外，畢打士認為與其嚴懲小販，不如提供資助予體弱傷殘的本地貧民設立攤檔，令他們可以自力更生。
同年11月，港府委任畢打士為首任勞工主任，並於翌年他的職級擢升為一級官學生。任內，他為香港經濟狀況以及檢視與工業、健康和房屋有關的法律撰寫報告。畢打士為此調查礦山和工廠的環境，並隨機訪問了20名工人。報告概述了1910到1930年代中國和香港的政治局勢、以及兩地之間的歷史，文化和社會聯繫；詳細介紹了香港勞工法例的歷史、中國和香港工人的工作條件和工資，並提出了改善香港勞工條件建議。為改善勞工工作條件，畢打士起草了《工會條例》（Trade Union Ordinance）以及《貿易委員會條例》（Trade Boards Ordinance），前者旨在承認工會合法性，後者則取代從未實行過的《最低工資條例》（Minimum Wage Ordinance）。立法局於1940年通過了《貿易委員會條例》，但《工會法案》從未被政府頒布。
1940年，畢打士出任財政司。任內，他承繼其前任金錫儀制定利得稅的工作，設立一個小組，委任社會賢達共同研究具體措施，並計劃1940年2月解決可行性問題。最終政府於同年通過戰時收益條例（War Revenue Ordinance），開始徵收利得稅、薪俸稅和物業稅。此外，畢打士在任財政司時正值日本侵華，國民政府遂發行節約建國儲蓄券以籌集資金，香港華資銀行亦代為售賣。畢打士以此舉違反政府戰時國防財政法例而加以遏止。除了香港財政政策，畢打士亦代表香港出席國際性商業會議，例如於1940年奉港府之命到印度出席一經濟會議，商討英國屬地軍用品供應事宜。
1941年香港淪陷，畢打士與其他香港政府高官一樣，被日治政府拘禁於赤柱拘留營內。1942年，居民自發成立一個臨時委員會，畢打士被推舉為其成員，是該委員會僅有的兩位前港府高官之一（另一位是前防衛司傅瑞憲）:10。畢打士被囚於赤柱拘留營至1945年日本無條件投降和香港重光後始被釋放，回到英國休養。1947年，畢打士先是被調往尼亞薩蘭，然後被調至殖民地部擔任財政部助理秘書，至1949年退休。

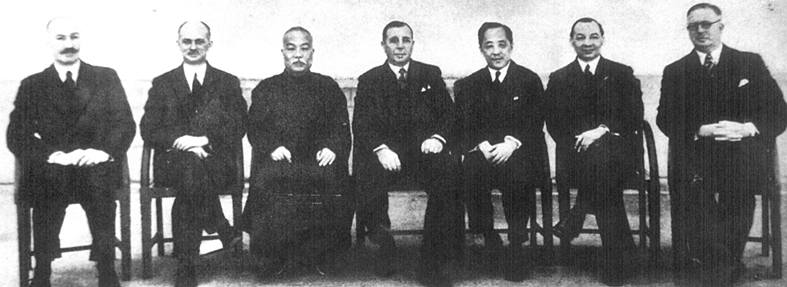
畢打士（右一）與港督羅富國爵士（左四）和羅旭龢爵士（右二）等人合影

### 晚年生活
退休以後，畢打士退居蘇格蘭斯特靈，一直到1985年3月1日在當地逝世，終年86歲。

## 個人生活
畢打士於1926年迎娶讓·貝恩（Jean Bain）為妻，兩人共育有兩女一子。